# Ericalluna balleana
Ericalluna je mezirodový kříženec mezi vřesem (Calluna) a vřesovcem (Erica).

## Zástupci
Pěstují se tyto kultivary x Ericalluna balleana : x Ericalluna balleana "Schizopetala", x Ericalluna balleana "W.G.Notley", x Ericalluna balleana "Winifred Whitley".

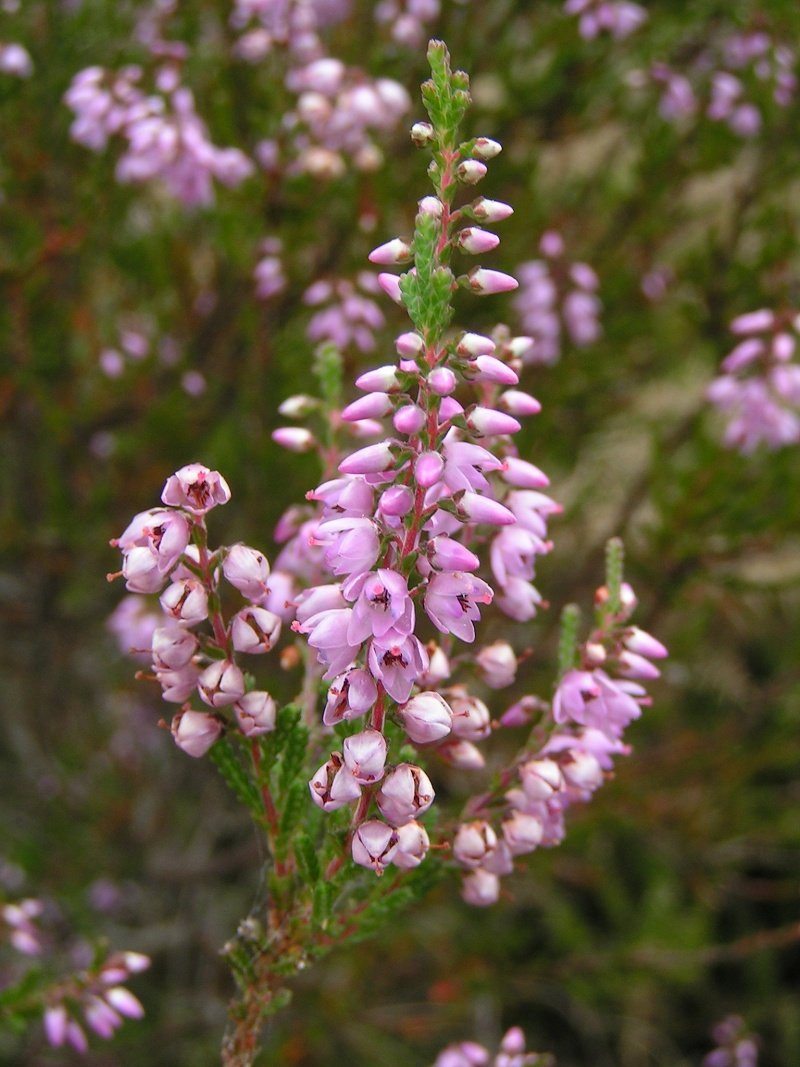
× Ericalluna Krüssm má květenství podobné tomuto vřesu

## Pěstování

### Výsadba a údržba
Nejlépe rostou v chudé půdě, rašelině. Roste v polostínu, dokonce i ve stínu (kde méně kvetou), ale nejlépe se mu daří na slunci. Nesnáší vápník a špatně snáší přemokření nebo sucho. Při výsadbě je můžeme vhodně kombinovat s rostlinami a dřevinami pro rašeliniště, nebo vřesoviště, rostlinami čeledi vřesovcovité a jehličnany. Zaléváme dešťovou vodou (nebo upravenou vodou), při zalévání nevhodnou vodou se může pH půdy změnit.

### Řez a množení
Po odkvětu se doporučuje rostliny seříznout. Množí se řízkováním v červenci až srpnu, do rašeliny, nebo směsi písku (či perlitu) a rašeliny. Nejlépe koření dvouleté větévky. Při množení můžeme použít i hřížení (přiháčkování k zemi a zasypání). Lze použít výsev semene do misky.

### Pochybnosti o pravosti kříženců

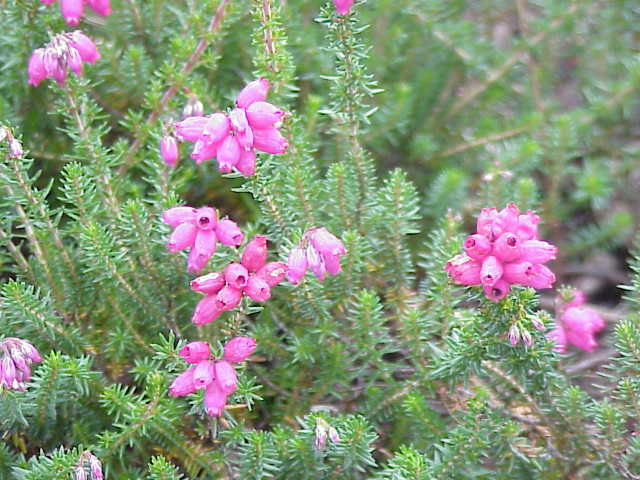
Vřesovec popelavý (Erica cinerea) je listy velice podobný kříženci Ericalluna

## Vzhled
x Ericalluna balleana je nízký keřík, až 50 cm (zpravidla však 30 cm) vysoký. Listy podobný vřesovci popelavému a květy vřesu. Květy jsou barvy lila a temně růžové, kvete v srpnu až září.